# Marie Spartali Stillman

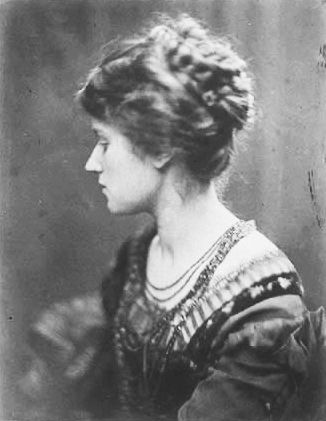
Marie Spartali Stillman, fotografiert von Julia Margaret Cameron (1868)

Marie Euphrosyne Spartali Stillman (* 10. März 1844 in London; † 6. März 1927 ebenda) war eine britische Muse, Modell und Malerin der Präraffaeliten, griechischer Herkunft.

## Leben

Rossetti: William James Stillman, 1870

Marie Euphrosyne war die jüngste Tochter des wohlhabenden Kaufmanns und späteren Generalkonsuls Michael Spartali und seiner Ehefrau Euphrosyne Varsoni. Sie galt schon früh als wahre Schönheit und temperamentvoll. Ihre Eltern legten großen Wert auf eine gute Erziehung, so bekam Marie Unterricht in Griechisch, Italienisch, Französisch, Literatur, Musik, Gesang und Tanz. Nachdem ein Lehrer ihr Talent fürs Zeichnen erkannte, bekam sie zusätzlich Unterricht bei Ford Madox Brown. Zusammen mit ihren Cousinen Maria Theresia Cassavetti und Aglaia Ionides stand sie Modell für James McNeill Whistler und Dante Gabriel Rossetti. Der Einfluss der beiden Maler ist in ihren späteren Werken erkennbar.
Am 10. April 1871 heiratete Marie Spartali gegen den Willen ihrer Eltern in Chelsea den US-amerikanischen Journalisten und Kunstinteressierten William James Stillman (1828–1901), Sohn des kalifornischen Politikers Jacob Davis Babcock Stillman. Aus der vorherigen Ehe mit Laura Mack – sie beging 1869 in Athen Suizid – brachte Stillman drei Kinder in die Ehe. Aus der gemeinsamen Verbindung gingen ebenfalls drei Kinder, Euphrosyne (1871–1911), Michael (1878–1967) und William (1881–1882), hervor. Durch die Aufgaben als Auslandskorrespondent für die Tageszeitung The Times reiste das Ehepaar öfters nach Florenz (1878 bis 1883) und nach Rom (1889 bis 1896), wo Stillman als US-Konsul tätig war.
Die Themen ihrer Gemälde waren typisch für die Präraffaeliten: weibliche Figuren, Szenen aus Shakespeare, Petrarca, Dante und Boccaccio; auch italienische Landschaften. Sie stellte auf der Dudley Gallery aus, dann in der Grosvenor Gallery und in der Royal Academy of Arts, sowie in verschiedenen Galerien an der Ostküste der USA, darunter die Centennial Exhibition in Philadelphia (1876).
Marie Stillman starb am 6. März 1927 in London und wurde auf dem Friedhof Brookwood neben ihrem Mann bestattet.

## Marie Spartali als Modell (Auswahl)

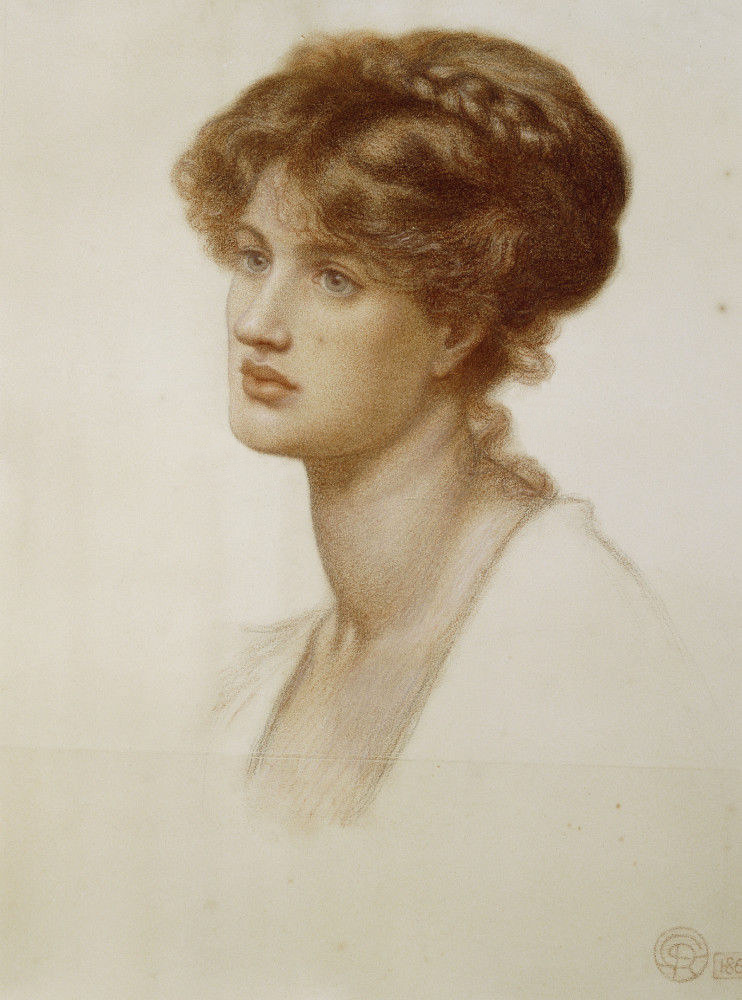
Rossetti: Marie Spartali (1869)
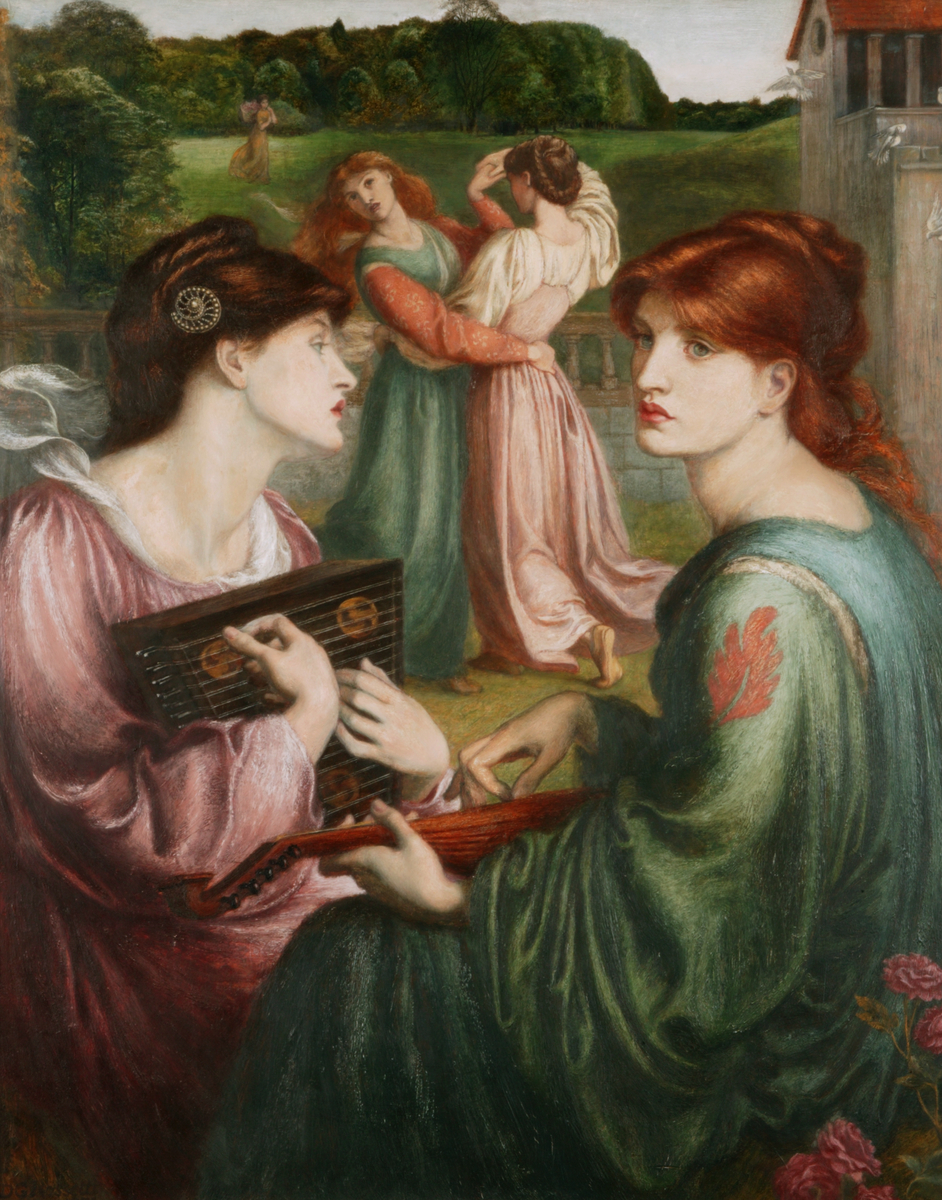
Rossetti: The Bower Meadow (1872), Marie Spartali Stillman (links) und Alexa Wilding

## Werke von Marie Spartali Stillman (Auswahl)

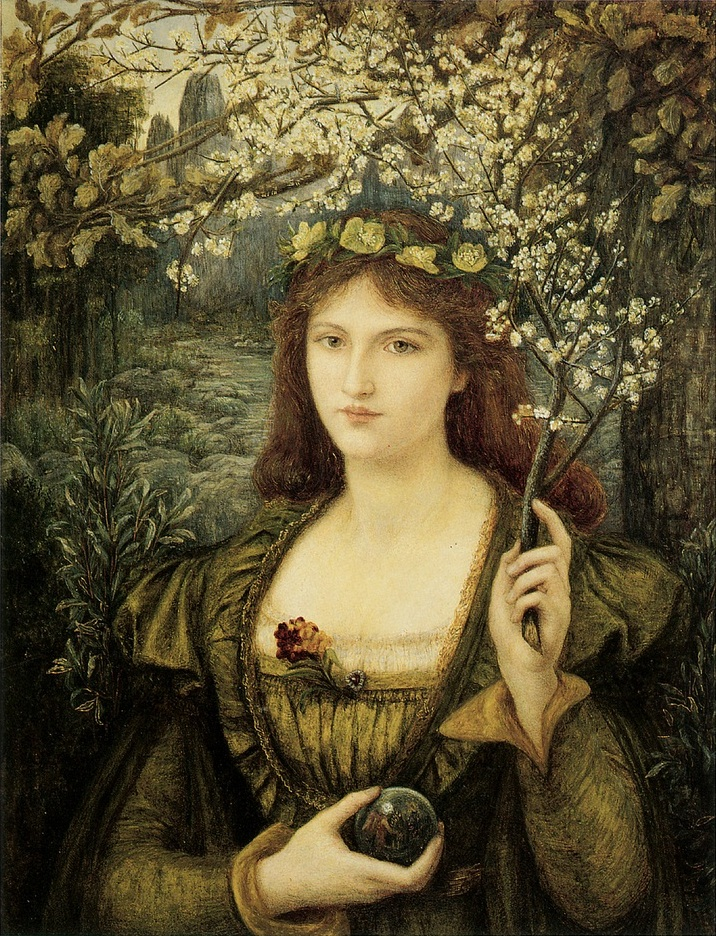
Madonna Pietra degli Scrovigni (1884)
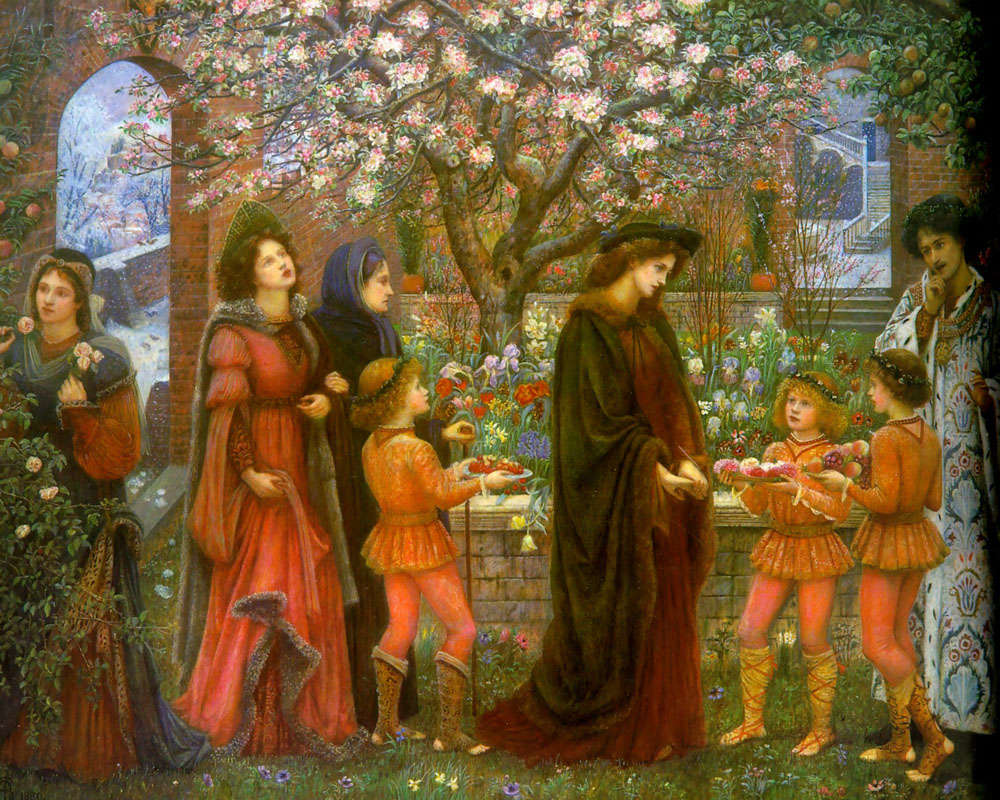
The Enchanted Garden of Messer Ansaldo (1889)
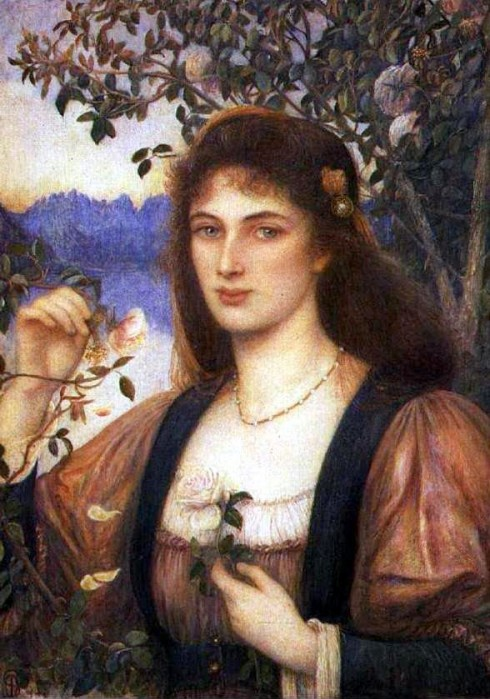
A Rose from Armida's Garden (1894)